# Atriplex paludosa
Atriplex paludosa är en amarantväxtart som beskrevs av Robert Brown. Atriplex paludosa ingår i släktet fetmållor, och familjen amarantväxter. Utöver nominatformen finns också underarten A. p. cordata.

## Bildgalleri

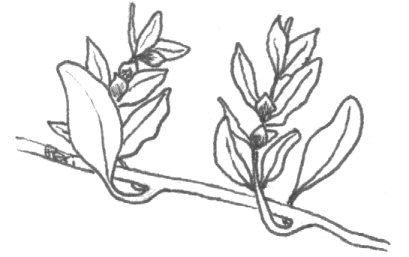